# How Do I Say Goodbye
How Do I Say Goodbye is een nummer van de Australische singer-songwriter Dean Lewis uit 2022. Het is de derde single van zijn tweede studioalbum The Hardest Love.
Lewis schreef het nummer als hommage aan zijn vader, bij wie in 2019 kanker werd geconstateerd. Sindsdien takelde Lewis' vader steeds verder af. Lewis vertelde bij Rob Janssen en Wijnand Speelman op NPO 3FM: "Het nummer is voor iedereen die afscheid heeft moeten nemen van iemand van wie ze houden. Een paar jaar geleden werd bij mijn vader een agressieve vorm van kanker vastgesteld. De dokters gaven hem 25% kans om over een jaar te leven. Hij was altijd mijn beste vriend geweest en de persoon naar wie ik het meest opkeek, dus schreef het nummer om eigenlijk afscheid te nemen van hem". Ook zei hij dat zijn vader overweldigd werd door emoties toen hij hem het nummer voor het eerst liet horen. "Hij was erg emotioneel en zei dat hij het nooit meer opnieuw kan luisteren omdat het te overweldigend is", aldus Lewis.
"How Do I Say Goodbye" werd in een aantal landen een hit. De ballad bereikte een bescheiden 14e positie in Lewis' thuisland Australië. In het Nederlandse taalgebied kende de plaat nog meer succes; met in de Nederlandse Top 40 een 3e positie, en in de Vlaamse Ultratop 50 een 5e positie.

## NPO Radio 2 Top 2000
| Nummer met noteringen in de NPO Radio 2 Top 2000 | '22  | '23 | '24 |
| ------------------------------------------------ | ---- | --- | --- |
| How Do I Say Goodbye                             | 1304 | 771 | 773 |

1. ↑  Een vetgedrukt getal geeft de hoogste notering aan.
2. ↑  2022 was het eerste jaar met een notering voor dit nummer.